# Joseph Gregor
 (septembre 2014).
Si vous disposez d'ouvrages ou d'articles de référence ou si vous connaissez des sites web de qualité traitant du thème abordé ici, merci de compléter l'article en donnant les références utiles à sa vérifiabilité et en les liant à la section « Notes et références ».
Pour les articles homonymes, voir Gregor.
Joseph Gregor (né le 26 octobre 1888 à Czernowitz (Duché de Bucovine) mort le 12 octobre 1960 à Vienne en Autriche) est un écrivain, historien de théâtre et librettiste autrichien.

## Biographie
Gregor étudie la musicologie et la philosophie à l'université de Vienne, où il obtient en 1911 son doctorat avec une thèse intitulée "Le développement musical du problème de l'expression".
Il travaille en 1910 auprès de Max Reinhardt comme assistant-réalisateur et, de 1912 à 1914, en tant que maître de conférences en musique à l'université de Tchernivtsi. Il est employé à la Bibliothèque nationale d'Autriche à Vienne en 1918. Il y fonde Theatersammlung en 1922, dans lequel il inclut les films après 1929. Il enseigne également en 1932-1938 et 1943-1945 au Max-Reinhardt-Seminar. En 1953, il prend sa retraite du service de la Bibliothèque nationale.
Sa tombe se trouve dans le columbarium de Simmering (Vienne). Son fils Čestmír Gregor devient un compositeur de renom.

## Comportement et national-socialisme
Le rôle de Gregor à l'époque du national-socialisme est controversé.

Gregor verse de nombreuses bibliothèques d'intellectuels politiques persécutés à la Bibliothèque nationale d'Autriche. Certains disent qu'il l'a fait pour sauver ces bibliothèques, d'autres pensent que Gregor a profité de la persécution politique. Un exemple en est la collection d'autographes de Stefan Zweig en 1937, ainsi Oskar Pausch y voit une promesse faite par Gregor de protéger la collection après le changement de régime de 1938, tandis que d'autres critiquent son rôle. Il en est de même concernant l'acquisition de la collection des théâtres de Helene Richter (1861-1942) par la Bibliothèque nationale d'Autriche.

En 1940, Gregor reprend la bibliothèque de Heinrich Schnitzler dont il était ami.

## Collaboration avec Richard Strauss
Un an après la prise du pouvoir par les nazis en Allemagne, le librettiste juif Stefan Zweig fuit à Londres, laissant à Richard Strauss le soin de trouver un nouveau librettiste. Initialement recommandé par Zweig, Joseph Gregor écrit trois livrets pour Richard Strauss : Friedenstag (1938), Daphné (1938) et Die Liebe der Danae (1944). Il contribue aussi aux textes de Capriccio (1942) et de l'opéra inachevé Des Esels Schatten. Cependant Strauss n'est jamais totalement convaincu par les aptitudes de librettiste de Gregor et rejette ses projets pour trois autres œuvres : Celestina, Sémiramis et Die Rache der Aphrodite.
Après l'achèvement de la partition de Danae, Strauss envisage en 1940, sur suggestion de Heinz Drewes et de Hans Joachim Moser, de collaborer avec Gregor pour retravailler le livret de l'opéra Jessonda (musique : Louis Spohr, livret : Edward Henry Go). Quand Gregor propose de réécrire le texte de l'opéra Die Schweigsame Frau pour remplacer celui de Stefan Zweig, Strauss refuse et se retire du projet.

## Travaux
Gregor est l'un des plus éminents spécialistes de théâtre de son temps. Il a écrit plusieurs ouvrages de référence, dont Der Schauspielführer avec Margret Dietrich et Wolfgang Greisenegger qui a été revu et réédité. En outre, il a écrit des biographies de renommée d'Alexandre le Grand, William Shakespeare et Richard Strauss.

### Ouvrages
- Das amerikanische Theater und Kino. Zwei kulturgeschichtliche Abhandlungen. Amalthea, Leipzig 1931 (en collaboration avec René Fülöp Miller)
- Weltgeschichte des Theaters. Phaidon, Zürich 1933
- Shakespeare. Phaidon, Wien 1935
- Perikles. Griechenlands Größe und Tragik. München 1938
- Richard Strauss. Der Meister der Oper. Piper, München 1939
- Alexander der Große. Die Weltherrschaft einer Idee. Piper, München 1940
- Kulturgeschichte der Oper. Ihre Verbindung mit dem Leben, den Werken, des Geistes und der Politik. Gallus, Wien 1941
- Das Theater des Volkes der Ostmark. Deutscher Verlag für Jugend und Volk, Wien 1943
- Kulturgeschichte des Balletts. Seine Gestaltung und Wirksamkeit in der Geschichte und unter den Künsten. Gallus, Wien 1944
- Weltgeschichte des Theaters. Band 1: Von den Ursprüngen bis zum Ausgang des Barocktheaters. Piper, München 1944, wieder 1960
- Geschichte des österreichischen Theaters. Donau, Wien 1948
- Richard Wagner in unserer Zeit. Ansprache aus Anlaß der Neugründung des Richard-Wagner-Verbundes. Verlag Die Mitte, Saarbrücken 1958
- Der Schauspielführer.  (ISSN 0342-4553)

### Livrets
| Créé            | Titre                                    | Actes | Théâtre                                                                 | Auteur de la musique |
| --------------- | ---------------------------------------- | ----- | ----------------------------------------------------------------------- | -------------------- |
| 24 juillet 1938 | Friedenstag (Jour de paix)               | 1     | Bayerische Staatsoper (Opéra d’État de Bavière) Munich                  | Richard Strauss      |
| 15 octobre 1938 | Daphne (Danphé)                          | 1     | Semperoper de Dresde                                                    | Richard Strauss      |
| 28 octobre 1942 | Capriccio (Caprice)                      | 1     | Bayerische Staatsoper                                                   | Richard Strauss      |
| 1943            | An den Baum Daphne (À l'arbre de Daphné) | Motet |                                                                         | Richard Strauss      |
| 14 août 1952    | Die Liebe der Danae (L'Amour de Danaé)   | 3     | Großes Festspielhaus Salzburg (Grand palais des festivals de Salzbourg) | Richard Strauss      |
| 1952            | Florian Geyer                            |       |                                                                         | Hans Ebert           |
| 7 juin 1964     | Des Esels Schatten (L'Ombre de l'âne)    |       | Ettal                                                                   | Richard Strauss      |